# Ensillre kalkbarrskog
Ensillre kalkbarrskog är ett naturreservat i omedelbar anslutning till där Riksväg 83 ansluter till E14 i Ånge kommun. Reservatet omfattar 11,5 hektar och bildades 1998 för att skydda de sällsynta skogsväxterna som finns på platsen. Ensillre kalkbarrskog är utnämnt till Natura 2000-område.